# SIGTRAN
SIGTRAN — це назва групи телекомунікаційних протоколів, створених для взаємодії традиційної телефонії і VoIP. Назву утворено від слів signaling і transport робочою групою Internet Engineering Task Force (IETF), яка розробляє специфікації для сімейства протоколів, що забезпечують надійне обслуговування дейтаграм і адаптацію користувацького рівня для Загальноканальної Системи № 7 (SS7) та ISDN. SIGTRAN протоколи — це розширення сім'ї протоколів SS7. Вони підтримують ті ж програми та парадигми управління викликами, як SS7, але використовують Інтернет-протокол (IP) для адресації і передаються по SCTP. Робоча група в IETF закрита в березні 2009 року, бо виконала своє завдання.

## Протоколи SIGTRAN
Протоколи M2PA, M2UA, M3UA, SCTP, TALI, IUA, SUA, V5UA описують передачу пакетів різних протоколів стека ЗКС-7 через IP-мережу. Наприклад, M3UA забезпечує адаптацію рівня MTP-3 для сигнальних протоколів більш високого рівня (ISUP і SCCP). Наприклад, при передачі сигнальних повідомлень в рамках одного базового виклику ISUP «впевнений», що користується послугами MTP і сигнальним каналом для управління голосовими каналами (таймслоти, використовувані під медіа), насправді все це віртуально, так як протокол M3UA «замінює» MTP-3 і повідомлення передаються по транспортному протоколу SCTP між вузлами з IP-адресами.

### Схема
| Протоколи ЗКС-7    |      |      |      |      |      |      |      |      |      |      |      |      | TCAP | TCAP |      |      |      |      |      |      |
| ------------------ | ---- | ---- | ---- | ---- | ---- | ---- | ---- | ---- | ---- | ---- | ---- | ---- | ---- | ---- | ---- | ---- | ---- | ---- | ---- | ---- |
| Протоколи ЗКС-7    | V5.2 | V5.2 |      | MTP2 | MTP2 |      | MTP3 | MTP3 |      | ISUP | ISUP |      | SCCP | SCCP |      | DSS1 | DSS1 |      | TCAP | TCAP |
| SIGTRAN            | V5UA | V5UA |      | M2UA | M2UA |      | M2PA | M2PA |      | M3UA | M3UA | M3UA | M3UA | M3UA |      | IUA  | IUA  |      | SUA  | SUA  |
| комп'ютерна мережа | SCTP | SCTP | SCTP | SCTP | SCTP | SCTP | SCTP | SCTP | SCTP | SCTP | SCTP | SCTP | SCTP | SCTP | SCTP | SCTP | SCTP | SCTP | SCTP | SCTP |
| комп'ютерна мережа | IP   |      |      |      |      |      |      |      |      |      |      |      |      |      |      |      |      |      |      |      |